# Mortimer Taube
Pour les articles homonymes, voir Taube.
Mortimer Taube, né le 6 décembre 1910 à Jersey City, New Jersey et mort le 3 septembre 1965 à Annapolis, Maryland, est un bibliothécaire, documentaliste et pionnier des sciences de l'information. Il est l'inventeur de la méthode d'indexation des Uniterms et éditeur du journal American Documentation.

## Biographie
En 1952-1953, Taube étudie aux universités de Berkeley, Harvard et  Chicago et fait des études de philosophie à l'Université de Californie, dont il obtient en 1936 le diplôme de bibliothécaire. Il travaille dans les bibliothèques de Mills College, Duke et Harvard University. Entre 1947 et 1949, il dirige le projet Sciences et Technologie à la Bibliothèque du Congrès, il travaille aussi aux universités de Chicago  et de Columbia ; en 1948, il est membre du Bureau de recherche et développement du ministère de la Défense. En 1951, Mortimer Taube et Alberto F. Thompson du AEC Technical Information Service présentent The Coordinate Indexing of Scientific Fields juste avant le Symposium Mechanical Aids to Chemical Documentation de l'ACS's Division (Chemical Literature). Cet article contient le premier usage de l'expression coordinate indexing (indexation coordonnée). De 1952 à 1953, il dirige le Journal American Documentation (aujourd'hui JASIS).
Il fonde  en 1952 la firme Documentation, Inc., qui développe les nouvelles méthodes documentaires ,notamment en indexation (coordonate indexing) : après  et pendant la guerre, un boom de la littérature scientifique nécessitait de nouveaux outils de recherche d'information, et la compagnie de Taube essaie de remédier à cette situation dans  les  bibliothèques et documentations. Il se fait ainsi, grâce ses écrits, livres, articles et à la série Studies in Coordinate Indexing (en particulier le volume 5 Emerging Solutions for Mechanizing the Storage and Retrieval of Information), une réputation internationale.
Mortimer Taube était marié à Bérnice et eut deux enfants, Deborah Taube et Georges G. Schwelling.

## Pionnier en sciences de l'information
Dans Computers and Common Sense, the Myth of Thinking Machines, Taube se montre hostile à l'informatique. Il invente pourtant l'Uniterm, l'indexation coordonnée (coordonate indexing), et pose les  bases de l'indexation contemporaine, par mots-clefs, qui  nécessite la logique de Boole (opérateurs booléens).

## Écrits
- Computers and Common Sense, the Myth of Thinking Machines. 1961.
- Studies in Coordinate Indexing. Washington, D.C.: 1953-1959. (series)
- Information Storage and Retrieval: Theory, Systems, and Devices.  , edited by Mortimer Taube and Harold Wooster États-Unis. Air force. Scientific research (Office). Symposium.   New York, 1958 1958
- The Search for Terrestrial Intelligence by Mortimer Taube (Author), K. Leenders
- Causation,  Freedom, and Determinism, an attempt   to solve the causal problem through a study of its origins in seventeenth-century philosophy.London : G. Allen and Unwin, 1936

## Citations
- « Documentation is the art comprized of (a) document reproduction (b) document  distribution (c) document  utilization  »
- «  A term consisting of a compound term or phrase that indicates a single concept.» (Studies in Coordinate Indexing)  vol. 1, 1953, p. 43)